# Chute de Babylone
Sauf précision contraire, les dates de cet article sont sous-entendues « avant l'ère commune » (AEC), c'est-à-dire « avant Jésus-Christ ».
La chute de Babylone marque la fin de l'empire néo-babylonien après sa conquête par l'empire achéménide en 539 avant notre ère.

## Sources

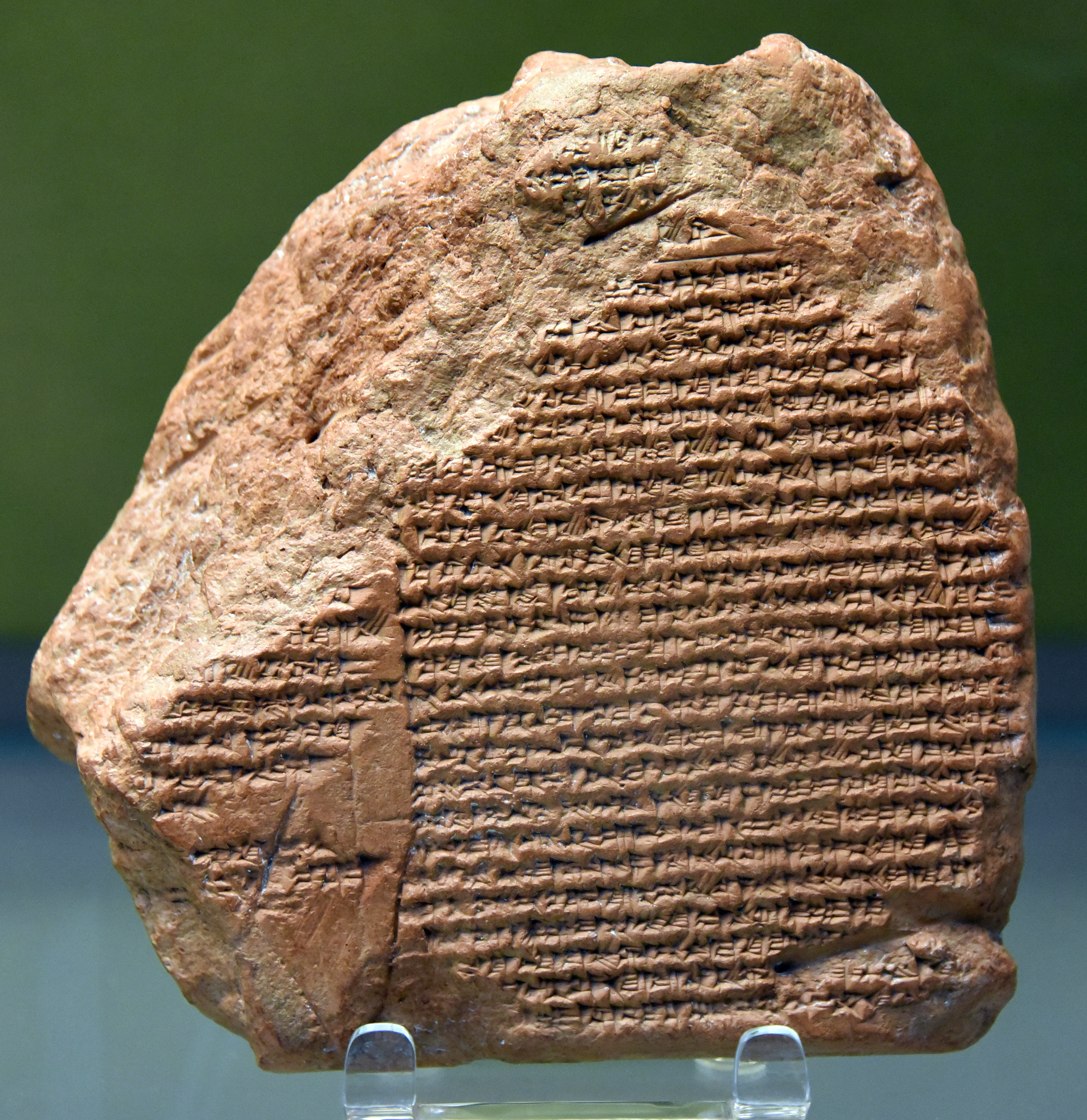
Copie de la Chronique de Nabonide. British Museum.

Diverses sources écrites relatent la chute de Babylone. Parmi les sources cunéiformes provenant de Mésopotamie, quelques sources sont contemporaines des événements et fournissent quelques informations sur les dates de changements d'allégeance et également sur des travaux entrepris à Babylone sans doute en lien avec la prise de la ville. Des textes plus développés sont rédigés dans les années suivant l'événement et y font référence : le Cylindre de Cyrus et le Pamphlet de Nabonide. Il s'agit de textes de propagande cherchant à légitimer la victoire de Cyrus et la défaite de Nabonide, en décrivant le premier comme un roi pieux et juste et le second comme un roi impie et tyrannique, donc des sources biaisées, qui ne contiennent que peu d'éléments sur les affrontements. La Chronique de Nabonide texte historiographique relevant de la tradition des chroniques historiques babyloniennes, sans doute rédigé au IIIe siècle av. J.-C. ou au IIe siècle av. J.-C., dépeint lui aussi Nabonide sous un jour négatif, mais il est plus disert sur les faits conduisant à la prise de Babylone et est généralement considéré comme la source la plus fiable sur cet événement. La Prophétie dynastique, autre chronique d'époque hellénistique, est plus favorable à Nabonide. De la même époque datent les Babyloniaka de Bérose, rédigés en grec par un prêtre babylonien qui a eu accès à des sources cunéiformes aujourd'hui disparues. Ce texte n'est connue que par des fragments mais les passages concernant la chute de Babylone sont préservés. Hérodote dans ses Histoires et Xénophon dans sa Cyropédie rapportent aussi la chute de Babylone, mais leurs récits mêlent les faits et des thèmes folkloriques, aussi leur fiabilité est douteuse, surtout le second (qui de toute manière s'appuie en partie sur le premier). Parmi les sources bibliques, le Livre de Daniel et le Livre d'Isaïe évoquent également la prise de Babylone,,.

## Contexte

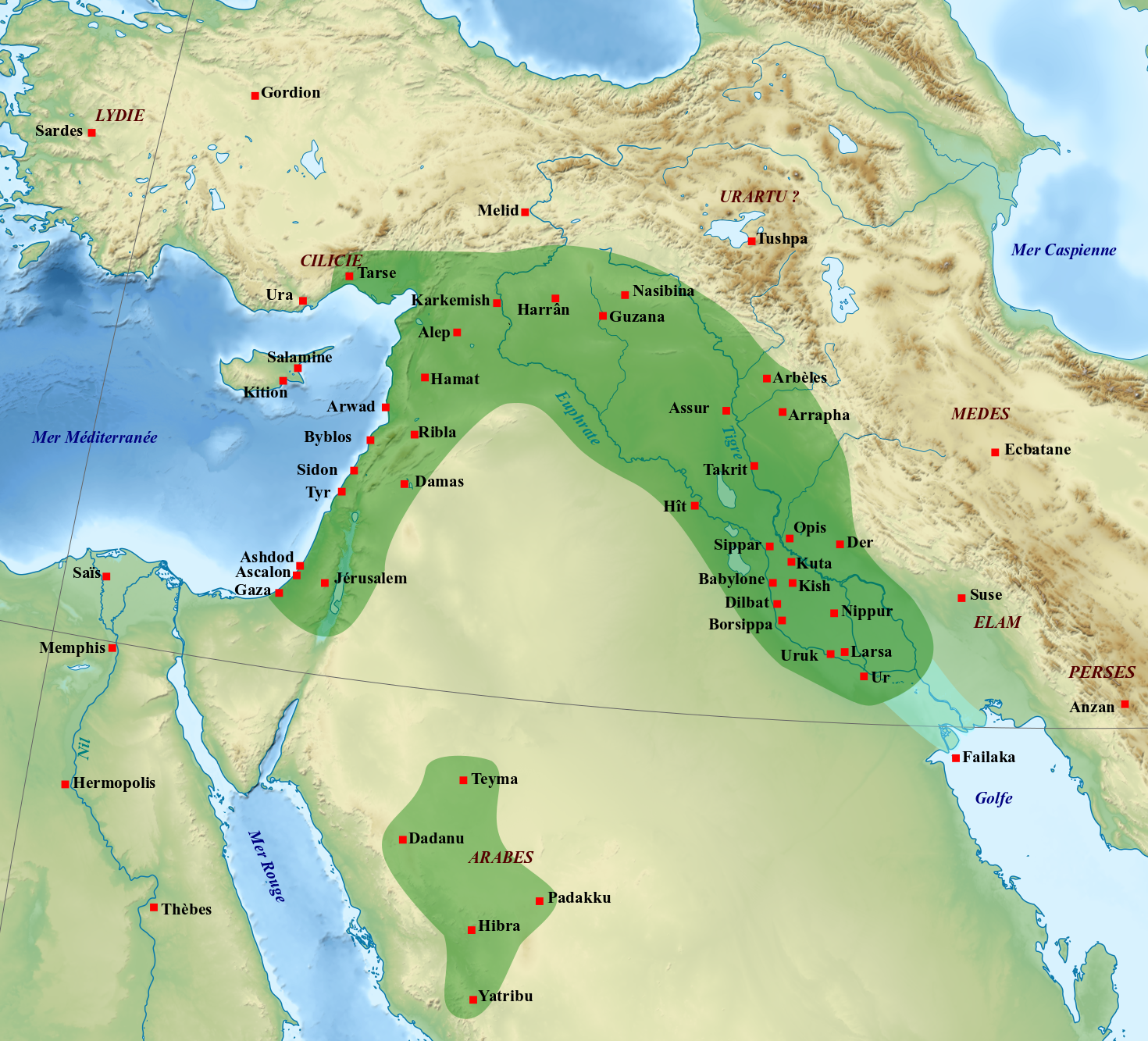
L'Empire néo-babylonien.

L'empire néo-babylonien domine le Moyen-Orient depuis qu'il a détruit l'empire néo-assyrien dans les années 614-609, sous la conduite de son fondateur Nabopolassar, qui a bénéficié de l'appui décisif des Mèdes. Cette phase est dominée par la figure de Nabuchodonosor II (605-562) qui assure l'emprise babylonienne sur le Levant et conduit d'importants travaux à Babylone. Néanmoins sa succession est houleuse : son fils Amel-Marduk lui succède, mais il est renversé après deux ans de règne par un des principaux dignitaires de la cour et son beau-frère, Nériglissar, qui transmet à sa mort en 556 le pouvoir à son fils Labashi-Marduk, qui règne à peine trois mois avant d'être à son tour détrôné par une conjuration qui porte au pouvoir Nabonide, un autre haut dignitaire sans lien apparent avec la dynastie régnante. Bien qu'il ne semble pas que sa place sur le trône soit menacée, le règne de Nabonide est marqué par diverses mesures qui ont pu affaiblir son autorité. Il passe dix années (553-543) en Arabie pour des raisons encore indéterminées, durant lesquelles son fils Bel-shar-usur (Balthasar), le prince héritier, personnage très influent, exerce la régence en Babylonie. Il témoigne aussi d'une préférence pour le dieu-lune Sîn, en lieu et place du grand dieu babylonien Marduk, ce qui semble avoir créé une rupture avec le puissant clergé de Babylone.
Quant aux Mèdes, ils n'ont pas semblé chercher à reprendre une partie de l'héritage assyrien et ne se sont manifestement pas opposés à Babylone. Nabonide évoque la présence de leurs troupes en Haute Mésopotamie à Harran, qui est en principe dans son domaine, mais cela est douteux. Le roi mède Astyage domine une coalition de rois du plateau Iranien occidental parmi lesquels se trouve le Perse Cyrus II, qui se révolte contre lui et le renverse vers 550. Il semble qu'au début Nabonide ait vu ce changement d'un bon œil, voire qu'il l'ait appuyé. Mais assez vite Cyrus se révèle être un conquérant inarrêtable. En 547, il envahit l'Anatolie et fait tomber le royaume qui y exerçait l'hégémonie, la Lydie du roi Crésus. Dans la foulée, il étend sa domination sur les cités ioniennes. En un rien de temps, un puissant empire se constitue sur les frontières est et nord de celui de Babylone,.

## Les prémices du conflit
On ne sait ni quand, ni comment ni pourquoi le conflit entre les Babyloniens et les Perses s'est déclenché, faute de sources précises sur ces questions. Il est possible que le péril perse ait commencé à être perçu par les Babyloniens dès 548, puisqu'il semble que le prince héritier Bel-shar-usur, alors en charge de la Babylonie puisque son père se trouve en Arabie, ait conduit une expédition militaire sur la frontière syrienne de l'empire, voire qu'il ait fourni un appui à la Lydie face aux Perses. Mais cela n'est qu'une hypothèse invérifiable, notamment parce que la Chronique de Nabonide, principale source pour les événements militaires de cette période, est muette sur cette année. 
L'entrée pour l'année 547 évoque un mouvement militaire perse : les troupes de Cyrus franchissent le Tigre au niveau d'Arbèles (en principe en territoire babylonien), puis font route vers un autre pays qu'ils soumettent. Le nom de ce pays est en partie brisé, mais il est généralement considéré qu'il s'agit d'une mention de la conquête de la Lydie. Néanmoins certains estiment qu'il s'agit d'un pays situé plus au nord, l'Urartu. Cela pourrait indiquer que la frange nord de l'empire néo-babylonien est alors déjà passée sous influence perse.
La Chronique mentionne en revanche un affrontement pour l'année 546, peut-être à l'est sur la frontière entre Babylone et l'Élam, mais le passage est trop fragmentaire pour être bien compris et localisé. Il en va de même pour l'année 541-540, où on devine la mention de troupes perses dans la région d'Uruk, au sud de la Babylonie, sans qu'elles ne semble s'y être installées,. Une lettre mise au jour à Sippar datant peut-être du début de l'été 529, évoque la présence de troupes ennemies en Haute Mésopotamie, où elles menacent les domaines possédés par le temple local. Il pourrait s'agir d'une mention du début du conflit, la prise de la Haute Mésopotamie étant potentiellement une manœuvre perse pour faciliter son invasion de la Babylonie.
En tout cas, il est clair que durant l'été 539 la Babylonie est sur le pied de guerre et attend l'invasion perse. Cela se voit notamment dans le fait que Nabonide fait transférer les statues de culte des principales divinités de Babylonie vers la capitale Babylone, afin de mettre à l'abri ces objets précieux, symboles de la présence divine sur terre, et sans doute aussi de renforcer la protection divine de la capitale.

## La campagne perse et la prise de Babylone

### Les préparatifs
La conquête perse de la Babylonie a tout d'une campagne-éclair puisqu'elle ne dure que quelques jours, en octobre 539. Les affrontements des années précédentes ont pu donner une bonne connaissance du terrain aux troupes perses, qui ont en tout cas bien choisi la saison pour attaquer, celle où les cours d'eau de la Babylonie sont à leur niveau le plus bas, donc le moins gênants pour la progression des armées. Le parcours emprunte la route la plus directe depuis le plateau iranien vers le cœur de l'empire babylonien, par la vallée de la Diyala.
De leur côté les Babyloniens peuvent se retrancher derrière le dispositif défensif construit sous Nabuchodonosor pour défendre la capitale. Il s'appuie sur le « Mur de Médie », un ensemble de fortifications érigé au nord de Babylone. Il est également possible que cet ouvrage ait pu fonctionner comme une digue permettant d'inonder une partie de la plaine et ainsi de bloquer la progression des troupes adverses vers la capitale. En dernier recours, les murailles massives de Babylone constituent un dispositif défensif redoutable, lui aussi considérablement renforcé par Nabuchodonosor.

### L'invasion de la Babylonie
La Chronique de Nabonide offre la version la plus détaillée de la conquête : 

« Au mois de Teshrit, Cyrus ayant livré bataille à l'armée d'Akkad (Babylone) à Upû (Opis), sur la [rive] du Tigre, le peuple d'Akkad reflua. Il se livra au pillage et massacra la population. Le 14, Sippar fut prise sans combat. Nabonide s'enfuit. »

— Extrait de la Chronique de Nabonide rapportant la chute de Babylone.
L'armée perse pénètre en Babylonie par la Diyala dans les premiers jours d'octobre 539 et fait face à la ville d'Upu/Opis, où elles infligent une défaite aux troupes babyloniennes. Celles-ci font retraite et laissent la ville aux envahisseurs, qui la pillent et tuent ses habitants. Quelques jours plus tard, le 10 octobre, elles parviennent à la ville de Sippar, qui tombe sans combats. Nabonide prend la fuite,. Les sources historiographiques postérieures ajoutent quelques précisions, sans qu'il soit possible de vérifier leur véracité : Hérodote évoque également la défaite d'Opis et que Nabonide se retranche dans Babylone, tandis que Bérose situe le lieu de son refuge dans la ville voisine de Borsippa.
Quoi qu'il en soit, il est loin d'être assuré que l'armée babylonienne soit alors en déroute complète. Il est possible que Nabonide ait alors conservé une grande partie de ses troupes et qu'il ait choisi de se retrancher dans une position où il pouvait bloquer la progression des troupes perses. Cela expliquerait alors le choix de monter un commando pour prendre la ville,.

### La prise de Babylone
Babylone tombe le 12 octobre 539. La Chronique de Nabonide relate les événements ainsi :

« Le 16, Ugbaru, gouverneur de Gutium, et l'armée de Cyrus firent, sans combat, leur entrée dans Babylone. Plus tard, étant revenu, Nabonide fut pris dans Babylone. Jusqu'à la fin du mois les (porte-)boucliers de Gutium cernèrent les portes de l'Esagil (le grand temple de Babylone) mais il n'y eut nulle interruption (des rites) d'aucune sorte dans l'Esagil ou dans quelque autre temple et aucune échéance (festive) ne fut manquée. »

— Extrait de la Chronique de Nabonide rapportant la chute de Babylone.
Ce texte décrit donc une prise de la ville qui se fait sans effusion de violences, insistant surtout sur le fait que le principal sanctuaire de la cité est vite sécurisé, ce qui révèle la piété des envahisseurs. Nabonide, le roi impie, est quant à lui capturé. Cyrus peut entrer dans la ville à la fin du mois d'octobre, sans qu'on sache ce qu'il a fait entre temps ni comment il a obtenu la soumission des autres grandes villes de Babylone. Les récits historiographiques en grec ajoutent des éléments supplémentaire dont la réalité est là encore discutée. Hérodote insiste sur le fait que Cyrus est un stratège habile, qui détourne les eaux de l'Euphrate afin d'assécher son cours pour permettre à ses troupes de parvenir facilement à l'intérieur de la ville. Xénophon reprend cette version des événements. Cette description est généralement jugée peu réaliste,.
À l'aide d'une nouvelle source, G. Tolini a proposé une reconstruction plausible de la chute de Babylone. Il s'agit d'un reçu pour les travaux de reconstruction d'une des portes de Babylone, la porte d'Enlil, qui a lieu dans la première année du règne de Cyrus, trois mois après la conquête de la ville. Il s'agit du seul document relatif à des travaux de réparation des murailles de Babylone après sa chute, ce qui semble indiquer qu'il n'y a que ce point-là qui a subi des dégâts. En mettant en rapport ce document avec les autres sources décrivant la chute de la ville, il est possible de reconstruire le scénario suivant, qui fait de la prise de Babylone la conséquence d'un raid surprise plutôt que d'un siège prolongé. Une partie de l'armée perse, sous le commandement du général Ugbaru/Gubaru, est partie de Sippar pour Babylone, et est parvenue à pénétrer par la porte d'Enlil sur le côté Ouest de l'Euphrate. Elle a ensuite détruit cette porte afin de permettre à d'autres troupes d'investir la ville. La résistance babylonienne est limitée car le gros des troupes est ailleurs, avec le roi. Elle parvient ensuite à la partie orientale de la ville, de l'autre côté de l'Euphrate, afin de contrôler le secteur sacré où se trouve l'Esagil, ainsi que les palais royaux situés plus au nord. En quelques jours si ce n'est quelques heures, la ville est passée sous contrôle perse. Le retour de Nabonide est donc vain, ce qui explique sa capture rapide,.
Le moment de l’attaque a peut-être contribué au succès de la stratégie d’Ugbaru. Hérodote, Xénophon et Daniel 5 rapportent tous que Babylone était au milieu d’une fête la nuit où elle a été prise. La Chronique de Nabonide rapporte que Babylone a été capturée le 16 du mois Tashritu, qui était la nuit avant la fête akitu en l’honneur de Sin, le dieu de la lune. Cela semble néanmoins plus relever du lieu commun, évoqué dans des récits folkloriques.

## L'annexion de la Babylonie et la légitimation de la victoire
La Chronique de Nabonide relate ainsi la suite des événements :

« Au mois d'Arahsamnu, le 3e jour, Cyrus entra dans Babylone. On emplit devant lui les chalumeaux (à boire) (?). La paix régna dans la ville. Cyrus décréta la paix pour Babylone toute entière. Il installa Gubaru comme gouverneur de (tous) les gouverneurs, à Babylone. De Kislev à Addar, les dieux d'Akkad que Nabonide avait fait descendre à Babylone retournèrent dans leurs sanctuaires. »

— Extrait de la Chronique de Nabonide rapportant la chute de Babylone.
La prise de Babylone se fait de manière pacifique, et le reste du pays est tombé dans les jours qui ont suivi, sans que l'on sache exactement comment cela s'est passé. Le sort de Nabonide diverge selon les sources : Bérose dit qu'il s'est rendu de lui-même avant que les troupes perses n'assiègent Borsippa où il se trouvait, qu'il est épargné et exilé en Carmanie (Kerman), d'autres évoquent sa mort lors de la chute de Babylone,. 
Les sources sont en général favorables à Cyrus, vu comme un roi pieux et sage, donc son attitude est généralement décrite de manière positive, seul Bérose évoquant une destruction des murailles de la ville qui ne semble pas avérée. Cyrus peut faire son entrée triomphale dans la ville une quinzaine de jours après sa prise, et ordonner aux statues divines de retourner dans leurs sanctuaires, nouvelle démonstration du fait qu'il n’envisageait pas de bousculer l'ordre établi ou d'humilier ses ennemis (les conquérants avaient l'habitude de capturer les statues des dieux ennemis et de les amener dans leurs pays). Des tractations ont sans doute eu lieu entre les Perses et les élites babyloniennes, notamment les dirigeants des sanctuaires, afin de faciliter le changement de pouvoir. La documentation cunéiforme datée de la transition entre Nabonide et Cyrus semble indiquer que celle-ci s'est faite sereinement, sans rupture,.

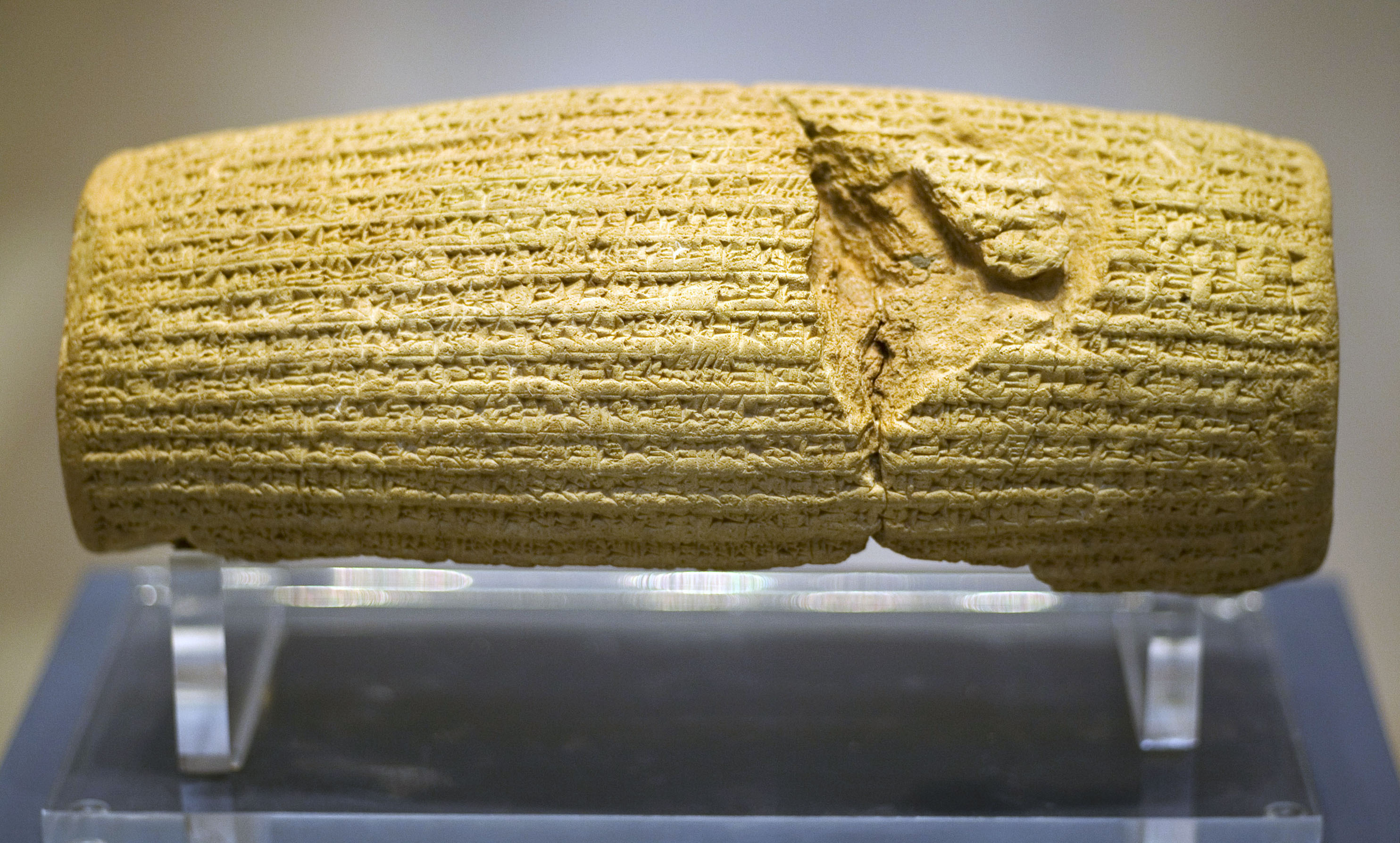
Le Cylindre de Cyrus, document de propagande produit par le clergé de Marduk afin de légitimer la victoire de Cyrus sur Nabonide. British Museum.

Les lettrés de Babylone, liés au temple du dieu Marduk, ont assez rapidement entrepris de rédiger des textes légitimant la prise de pouvoir de Cyrus, présenté comme un bon roi, choisi par les dieux, dans la plus pure tradition babylonienne, alors que Nabonide était érigé en mauvais roi, impie et puni par les dieux. On ne sait pas dans quelle mesure cette vision des choses reflète la réalité des faits, si le clergé babylonien s'était effectivement détourné de Nabonide à la fin de son règne et si cela a pu précipiter sa chute. Parmi les textes reflétant cette campagne, le Cylindre de Cyrus est le plus célèbre. Il affuble Cyrus des titres royaux de la tradition mésopotamienne, en fait l'instrument des volontés du dieu Marduk, célèbre le retour des statues divines dans leurs sanctuaires, et plus généralement un retour à la normale,.

« Le dieu Marduk, le grand Seigneur qui chérit son peuple, considéra avec plaisir ses (de Cyrus) bonnes actions et son cœur droit et Il décida de le faire marcher sur Babylone. (...) Sans combat ni bataille, Il le fit rentrer à l'intérieur de Shuanna (Babylone), sa ville. Il sauva Babylone du péril tandis qu'il mettait à sa merci Nabonide, le roi qui ne l'avait pas respecté. Les Babyloniens tous ensemble, la totalité du pays de Sumer et d'Akkad, princes et gouverneurs, Il les rassembla sous son (autorité) et ils embrassèrent ses pieds ; ils se réjouirent de sa royauté et leurs visages resplendirent. »

— Extrait du Cylindre de Cyrus.

## La mémoire de l'événement

### Auteurs grecs
La Cyropédie, un roman historique qui peut contenir un fond de vérité historique, renferme des éléments comme le décrit Xénophon qui avait été en Perse comme l'un des « Dix-Mille » soldats grecs qui ont combattu du côté des perdants dans une guerre civile perse, événements qu'il a raconté dans son Anabasis. Il est également possible que des histoires sur Cyrus aient été racontées (et embellies) par la société de la cour perse et qu'elles soient à la base du texte de Xénophon. Hérodote, bien qu'écrivant longtemps après les événements, avait voyagé en Mésopotamie et parlé aux Babyloniens. Dans Cyropédie (7.5.20–33), Xénophon, en accord avec Hérodote (I.292), dit que les armées Achéménides sont entrées dans la ville par le canal de l'Euphrate, la rivière ayant été détournée dans des tranchées que Cyrus avait creusé pour l'invasion, et que la ville n'était pas préparée à cette agression à cause d'une grande fête qui y était observée. Cyropédie (7.5.26-35) décrit la prise de Babylone par Gobryas (identique au Gubaru/Ugbaru des sources cunéiformes), qui a conduit un détachement d'hommes à la capitale et tua le roi de Babylone. Au 7.5.25, Gobryas remarque que « cette nuit, toute la ville est consacrée aux festivités », y compris dans une certaine mesure les gardes. Ceux qui s'opposaient aux forces de Gobryas ont été abattus, même ceux qui se trouvaient à l'extérieur de la salle du banquet. La prise de la ville et le meurtre du fils roi du roi (4.6.3) sont décrits dans Cyropédie (7: 5.26-30) comme suit : 

« Là-dessus, ils entrèrent ; et de ceux qu’ils rencontrèrent, quelques-uns furent frappés et tués, et d’autres s’enfuirent dans leurs maisons, et certains poussèrent des cris, mais Gobryas et ses amis couvrirent le cri avec leurs cris, comme s’ils étaient eux-mêmes des fêtards. Et ainsi, faisant leur chemin par la route la plus rapide, ils se trouvèrent bientôt devant le palais du roi. Ici le détachement sous les Gobryas et les Gadatas trouvèrent les portes fermées, mais les hommes chargés d’attaquer les gardes se précipitèrent sur eux alors qu’ils buvaient autour d’un feu ardent, et  alors ils s'enfermèrent avec eux. Comme le vacarme devenait de plus en plus fort, ceux qui se trouvaient à l'intérieur se rendirent compte du tumulte, à a fin le roi leur ordonnant de voir ce qu'il se passait, certains d’entre eux ouvrirent les portes et coururent. Gadatas et ses hommes, voyant les portes s’ouvrir, se précipitèrent sur les talons des autres qui s’enfuirent de nouveau, et ils les poursuivirent à la pointe de l’épée en présence du roi. Ils le trouvèrent debout le cimeterre à la main. En supériorité numérique, ils l’écrasèrent : et aucun de ses compagnons ne s’échappa, ils furent tous abattus, certains volant, d’autres arrachant n’importe quoi pour servir de bouclier et se défendre du mieux qu’ils pouvaient. »

### Bible hébraïque

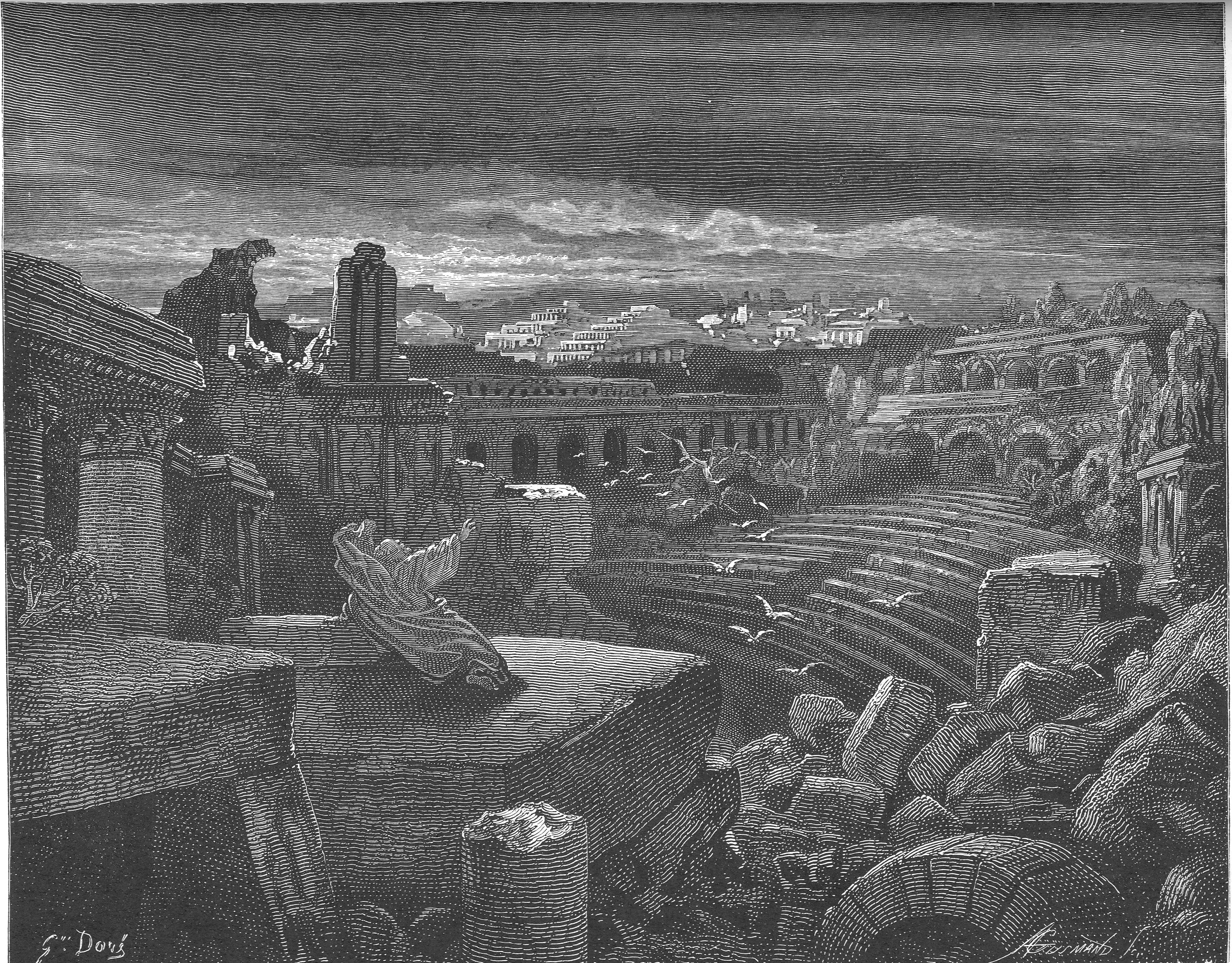
Gravure de la vision d'Isaïe concernant la destruction de Babylone par Gustave Doré

La conquête de Jérusalem par l'empire néo-babylonien et l'exil de son élite en 586 avant notre ère ont inauguré la prochaine étape de la formation du livre d'Isaïe. Isaïe s'adresse aux Juifs en exil, leur offrant l'espoir d'un retour. C'était la période de l'ascension fulgurante de la Perse sous son roi Cyrus le Grand, en 559 avant notre ère, il succéda à son père en tant que dirigeant d'un petit royaume vassal dans l'est de l'Iran moderne, en 540, il dirigea un empire s'étendant de la Méditerranée à l'Asie centrale, et en 539 il a conquis Babylone. Les prédictions de Deutéro-Ésaïe sur la chute imminente de Babylone et la glorification de Cyrus comme le libérateur d'Israël datent ses prophéties à 550-539 av. J.-C. et probablement vers la fin de cette période.
Le livre de Daniel chapitre 5 raconte la dernière nuit de Balthazar, juste avant l'invasion perse. Dans l'histoire, Balthazar organise une fête, au cours de laquelle il invite ses dignitaires à boire du vin dans les coupes du trésors du temple de Jérusalem tout en louant les dieux babyloniens. Il voit alors une main écrire sur le mur du palais. Daniel est appelé à interpréter l'écriture car les sages, les devins, les astrologues n'en n'étaient pas capables. Balthazar est tué cette nuit là et Darius le Mède devient roi (Da 5:30–31).